# Operación Triunfo (Spagna)
Operación Triunfo (noto semplicemente come OT) è un programma televisivo spagnolo di genere talent show, in onda dal 22 ottobre 2001, in cui una serie di giovani entra in un'accademia musicale per allenarsi e dimostrare il proprio talento canoro. Ogni settimana, in uno spettacolo dal vivo, i concorrenti devono dimostrare le loro capacità sul palco e affrontare le nomination per lasciare l'accademia.
Dall'ottobre 2001 al 2004, le prime tre stagioni sono state trasmesse su La 1 di TVE. Dal 2005 al 2011 è stato trasmesso su Telecinco, dalla quarta all'ottava stagione. Dopo anni di assenza, nel 2017 il format è tornato su La 1 ed è trasmesso anche nel 2018 e nel 2020. Il 22 marzo 2022, TVE ha confermato che non avrebbe rinnovato il format per una nuova edizione, lasciandolo libero di essere acquisito da altri canali o piattaforme. Il 19 aprile 2023, è stata annunciata l'acquisizione del format da parte della piattaforma Prime Video, preparando la dodicesima edizione del talent show, completamente integrata nel mercato digitale.
Inoltre, il programma è servito come piattaforma per selezionare il rappresentante della Spagna all'Eurovision Song Contest in diversi anni.

## Il programma

### Storia
L'emittente pubblica RTVE ha concordato con Gestmusic la creazione di un programma musicale nel 2001. L'obiettivo era quello di promuovere tre carriere musicali e di trovare il nuovo rappresentante della Spagna all'Eurovision Song Contest. Dopo una serie di audizioni a migliaia di persone in tutta la Spagna, la prima puntata di Operación Triunfo è andata in onda il 22 ottobre 2001 su La 1 di Televisión Española. In totale erano 16 i concorrenti che si contendevano il premio. I galà settimanali dal vivo divennero presto un successo di pubblico, raggiungendo numeri da record. Il concorso si è concluso il 12 febbraio 2002 con la proclamazione dei vincitori Rosa López (26,6% dei voti), David Bisbal (20,9% dei voti) e David Bustamante (18,8% dei voti), davanti a 13 milioni di telespettatori. La cantante Rosa López è stata scelta per rappresentare la Spagna all'Eurovision Song Contest 2002 a Tallinn, in Estonia, il 25 maggio 2002 con la canzone Europe's living a celebration, dopo aver vinto con il 49,9% dei voti sugli altri due finalisti in un gala speciale tenutosi poche settimane dopo la fine del concorso. È stata accompagnata sul palco del festival dai compagni di gara David Bisbal, David Bustamante, Chenoa, Gisela e Geno.
I giovani della prima edizione di Operación Triunfo hanno intrapreso una massiccia tournée che ha visto la partecipazione di oltre mezzo milione di persone e che li ha portati a esibirsi in diverse occasioni in luoghi emblematici come lo Stadio Santiago Bernabéu di Madrid e il Palau Sant Jordi di Barcellona. Due dei loro concerti sono stati trasmessi in televisione, su TVE e su Canal+.
Sul piccolo schermo, dopo la fine della prima edizione, su La 1, sono stati trasmessi concerti dei vincitori, spettacoli dedicati all'Eurovision e programmi monografici. Alcuni di questi sono stati prodotti da Gestmusic: Triunfomanía, Generación OT, Operación Eurovisión e Padrinos para el triunfo.
La prima edizione divenne un fenomeno che ha fatto vendere ai suoi partecipanti milioni di album durante il programma e dopo la sua conclusione. Questo fu un incentivo per l'industria musicale spagnola in termini di vendite di dischi fisici.
Secondo Productores de Música de España, la prima edizione ha ottenuto 43 dischi di platino e 2 d'oro, con 4.390.000 album certificati venduti in un solo anno in Spagna, oltre a partecipare a varie campagne pubblicitarie e a vendere 300.000 copie dei libri del programma. Grazie alla trasmissione, RTVE ha guadagnato più di 24 milioni di euro.
Nell'ultima settimana di giugno 2016, TVE ha annunciato la trasmissione di un concerto di reunion e di tre documentari per celebrare il 15º anniversario della prima edizione con il nome di OT: El Reencuentro, con la partecipazione dei 16 concorrenti. I documentari sono stati girati durante l'estate del 2016 e ripercorrono la carriera di ciascuno dei protagonisti della prima edizione di Operación Triunfo.
Domenica 16 ottobre 2016, il primo documentario sul programma è stato trasmesso su La 1 in prima serata. Nelle domeniche successive di ottobre, sono stati trasmessi il secondo e il terzo documentario. OT: El Reencuentro ha trionfato nei risultati di ascolto, risultando il leader della prima serata e di tutta la giornata. Il concerto di reunion si è svolto al Palau Sant Jordi di Barcellona lunedì 31 ottobre 2016. Lo spettacolo ha visto le esibizioni dei 16 concorrenti e La 1 lo ha trasmesso in diretta, raccogliendo più di 4 milioni di spettatori.
La prima edizione del concorso e Operación Triunfo 2017 sono state le edizioni più popolari e da esse sono nati i cantanti che hanno raggiunto la maggiore popolarità dopo il suo lancio. In seguito a quest'ultima, Operación Triunfo 2018 ha debuttato il 19 settembre 2018 ed è stata leader con il 20,5% in prima serata su La 1. Nel gennaio 2020, ha debuttato Operación Triunfo 2020, un'edizione interrotta a causa della pandemia di COVID-19, anche se le sue trasmissioni sono state riprese dopo la fine del periodo di quarantena.
Tra le carriere discografiche e musicali alternate a tournée, presenze in televisioni nazionali e/o musical, nonché una notorietà a livello mondiale, spiccano le carriere di David Bisbal, David Bustamante, Rosa López, Chenoa, Nuria Fergó, Natalia, Vega, Manuel Carrasco, Mai Meneses, Edurne, Soraya Arnelas, Pablo López, Aitana, Amaia, Ana Guerra, Lola Índigo, Miki Nuñez, Natalia Lacunza e Alba Reche. Tutti i cantanti citati appartengono o hanno fatto parte per lungo tempo a case discografiche multinazionali come Universal, Sony, Warner o EMI.
Il 22 marzo 2022, TVE ha confermato che non avrebbe rinnovato il format per una nuova edizione, lasciando la possibilità ad altri canali o piattaforme di acquisirlo. Così, il 19 aprile 2023, Prime Video ha annunciato l'acquisto del format, con Operación Triunfo 2023 che ha avuto inizio il 20 novembre 2023 ed è diventata la prima trasmissione in diretta nella storia della piattaforma in Spagna.

### Contributi per il lancio dei talenti
Il talent show ha contribuito a lanciare numerosi artisti del panorama musicale spagnolo dell'XXI secolo. Le edizioni di maggior successo sono state quelle del 2001 e del 2017, che si sono trasformati in veri e propri fenomeni sociali in Spagna, e che hanno fatto conoscere artisti come David Bisbal, David Bustamante, Chenoa, Rosa López, Natalia, Manu Tenorio, Nuria Fergó, Gisela, Verónica Romero, Mireia Montávez, Àlex Casademunt y Geno Machado, Aitana, Lola Índigo, Ana Guerra, Amaia Romero, Cepeda, Agoney, Alfred García, Miriam Rodríguez, Ricky Merino, Nerea Rodríguez, Roi Méndez, Raoul Vázquez y Mireya Bravo. Altri artisti di spicco che hanno partecipato in altre edizioni sono Beth, Ramón, Vicente Seguí Porres, Manuel Carrasco, Pablo López, Edurne, Vega, Hugo Salazar, Soraya Arnelas, Nika, Lorena Gómez, Miki Núñez, Alba Reche, Natalia Lacunza, NIA, Chica Sobresalto, Jorge González, Guillermo Martín Taboada, Sandra Polop, Víctor Estévez Polo, Idaira, Julia Medina, Ainhoa Cantalapiedra, Mai Meneses, Enrique Ramil, Alexandra Masangkay, Elena Gadel, Sergio Rivero, Mario Álvarez, La Cruz, Noelia Franco, Naiara Moreno, Chiara Oliver Williams, Martin Urrutia y Ruslana Panchyshyna.

## Cast

### Conduttori
| Conduttori    | Edizione      | Edizione | Edizione | Edizione | Edizione | Edizione | Edizione | Edizione | Edizione | Edizione | Edizione | Edizione | Edizione |
| Conduttori    | 1ª            | 2ª       | 3ª       | 4ª       | 5ª       | 6ª       | 7ª       | 8ª       | 9ª       | 10ª      | 11ª      | 12ª      | 13ª      |
| ------------- | ------------- | -------- | -------- | -------- | -------- | -------- | -------- | -------- | -------- | -------- | -------- | -------- | -------- |
| Conduttori    | Carlos Lozano |          |          |          |          |          |          |          |          |          |          |          |          |
| Jesús Vázquez |               |          |          |          |          |          |          |          |          |          |          |          |          |
| Pilar Rubio   |               |          |          |          |          |          |          |          |          |          |          |          |          |
| Roberto Leal  |               |          |          |          |          |          |          |          |          |          |          |          |          |
| Chenoa        |               |          |          |          |          |          |          |          |          |          |          |          |          |

### Giuria
| Giudici                  | Edizione      | Edizione | Edizione | Edizione | Edizione | Edizione | Edizione | Edizione | Edizione | Edizione | Edizione | Edizione | Totale |   |
| Giudici                  | 1ª            | 2ª       | 3ª       | 4ª       | 5ª       | 6ª       | 7ª       | 8ª       | 9ª       | 10ª      | 11ª      | 12ª      | Totale |   |
| ------------------------ | ------------- | -------- | -------- | -------- | -------- | -------- | -------- | -------- | -------- | -------- | -------- | -------- | ------ | - |
| Giudici                  | Pilar Tabares |          |          |          |          |          |          |          |          |          |          |          |        | 2 |
| Narcís Rebollo           |               |          |          |          |          |          |          |          |          |          |          |          | 3      |   |
| Alejandro Abad           |               |          |          |          |          |          |          |          |          |          |          |          | 2      |   |
| Pilar Zamora             |               |          |          |          |          |          |          |          |          |          |          |          | 1      |   |
| Daniel Aragay            |               |          |          |          |          |          |          |          |          |          |          |          | 1      |   |
| José Luis Uribarri       |               |          |          |          |          |          |          |          |          |          |          |          | 2      |   |
| Inma Serrano             |               |          |          |          |          |          |          |          |          |          |          |          | 2      |   |
| Augusto Algueró Jr.      |               |          |          |          |          |          |          |          |          |          |          |          | 1      |   |
| Noemí Galera             |               |          |          |          |          |          |          |          |          |          |          |          | 5      |   |
| Javier Llano             |               |          |          |          |          |          |          |          |          |          |          |          | 4      |   |
| Greta                    |               |          |          |          |          |          |          |          |          |          |          |          | 1      |   |
| Risto Mejide             |               |          |          |          |          |          |          |          |          |          |          |          | 3      |   |
| Coco Comín               |               |          |          |          |          |          |          |          |          |          |          |          | 2      |   |
| Ramoncín                 |               |          |          |          |          |          |          |          |          |          |          |          | 1      |   |
| Eva Perales              |               |          |          |          |          |          |          |          |          |          |          |          | 1      |   |
| Mónica Naranjo           |               |          |          |          |          |          |          |          |          |          |          |          | 1      |   |
| Manuel Martos            |               |          |          |          |          |          |          |          |          |          |          |          | 2      |   |
| Joe Pérez-Orive          |               |          |          |          |          |          |          |          |          |          |          |          | 2      |   |
| Ana Torroja              |               |          |          |          |          |          |          |          |          |          |          |          | 1      |   |
| Javier Portugués "Portu" |               |          |          |          |          |          |          |          |          |          |          |          | 1      |   |
| Natalia Jiménez          |               |          |          |          |          |          |          |          |          |          |          |          | 2      |   |
| Nina Agustí              |               |          |          |          |          |          |          |          |          |          |          |          | 1      |   |
| Concha Buika             |               |          |          |          |          |          |          |          |          |          |          |          | 1      |   |
| Cristina Regatero        |               |          |          |          |          |          |          |          |          |          |          |          | 1      |   |
| Pablo Rouss              |               |          |          |          |          |          |          |          |          |          |          |          | 1      |   |

### Conduttori delChat/Posgala
| Conduttori      | Edizione | Edizione | Edizione | Edizione | Edizione | Edizione | Edizione | Edizione | Edizione | Edizione | Edizione | Edizione |
| Conduttori      | 1ª       | 2ª       | 3ª       | 4ª       | 5ª       | 6ª       | 7ª       | 8ª       | 9ª       | 10ª      | 11ª      | 12ª      |
| --------------- | -------- | -------- | -------- | -------- | -------- | -------- | -------- | -------- | -------- | -------- | -------- | -------- |
| Conduttori      | Nina     |          |          |          |          |          |          |          |          |          |          |          |
| Àngel Llàcer    |          |          |          |          |          |          |          |          |          |          |          |          |
| Àlex Casademunt |          |          |          |          |          |          |          |          |          |          |          |          |
| Noemí Galera    |          |          |          |          |          |          |          |          |          |          |          |          |
| Ricky Merino    |          |          |          |          |          |          |          |          |          |          |          |          |
| Masi Rodríguez  |          |          |          |          |          |          |          |          |          |          |          |          |

### Conduttori deiResúmenes/OT al día
| Conduttori      | Edizione | Edizione | Edizione | Edizione | Edizione | Edizione | Edizione | Edizione | Edizione | Edizione | Edizione | Edizione |
| Conduttori      | 1ª       | 2ª       | 3ª       | 4ª       | 5ª       | 6ª       | 7ª       | 8ª       | 9ª       | 10ª      | 11ª      | 12ª      |
| --------------- | -------- | -------- | -------- | -------- | -------- | -------- | -------- | -------- | -------- | -------- | -------- | -------- |
| Conduttori      | Nina     |          |          |          |          |          |          |          |          |          |          |          |
| Àngel Llàcer    |          |          |          |          |          |          |          |          |          |          |          |          |
| Àlex Casademunt |          |          |          |          |          |          |          |          |          |          |          |          |

## Edizioni
| Edizione | Rete televisiva | Conduzione    | Conduzione Chat / Posgala | Conduzione Chat / Posgala | Periodo           | Periodo          |
| Edizione | Rete televisiva | Conduzione    | Conduzione Chat / Posgala | Conduzione Chat / Posgala | Inizio            | Fine             |
| -------- | --------------- | ------------- | ------------------------- | ------------------------- | ----------------- | ---------------- |
| 1ª       | La 1            | Carlos Lozano | Nina                      | Nina                      | 22 ottobre 2001   | 11 febbraio 2002 |
| 2ª       | La 1            | Carlos Lozano | Nina                      | Nina                      | 7 ottobre 2002    | 27 gennaio 2003  |
| 3ª       | La 1            | Carlos Lozano | Nina                      | Nina                      | 29 settembre 2003 | 21 dicembre 2003 |
| 4ª       | Telecinco       | Jesús Vázquez | Àngel Llàcer              | Àngel Llàcer              | 30 giugno 2005    | 13 ottobre 2005  |
| 5ª       | Telecinco       | Jesús Vázquez | Àlex Casademunt           | Àlex Casademunt           | 8 ottobre 2006    | 26 gennaio 2007  |
| 6ª       | Telecinco       | Jesús Vázquez | Àngel Llàcer              | Àngel Llàcer              | 8 aprile 2008     | 22 luglio 2008   |
| 7ª       | Telecinco       | Jesús Vázquez | Àngel Llàcer              | Àngel Llàcer              | 29 aprile 2009    | 21 luglio 2009   |
| 8ª       | Telecinco       | Pilar Rubio   | Nina                      | Nina                      | 16 gennaio 2011   | 20 febbraio 2011 |
| 9ª       | La 1            | Roberto Leal  | Noemí Galera              | Non presente              | 23 ottobre 2017   | 5 febbraio 2018  |
| 10ª      | La 1            | Roberto Leal  | Noemí Galera              | Ricky Merino              | 19 settembre 2018 | 19 dicembre 2018 |
| 11ª      | La 1            | Roberto Leal  | Noemí Galera              | Ricky Merino              | 12 gennaio 2020   | 10 giugno 2020   |
| 12ª      | Prime Video     | Chenoa        | Masi Rodríguez            | Masi Rodríguez            | 20 novembre 2023  | 19 febbraio 2024 |
| 13ª      | Prime Video     | Chenoa        | -                         | -                         | settembre 2025    | -                |

### Resúmenes/OT al día
| Edizione | Rete televisiva | Rete televisiva | Rete televisiva | Conduzione    |
| -------- | --------------- | --------------- | --------------- | ------------- |
| 1ª       | La 1            | La 1            | La 1            | Jennifer Rope |
| 2ª       | La 1            | La 1            | La 1            | Ainhoa Arbizu |
| 3ª       | La 1            | La 1            | La 1            | Ainhoa Arbizu |
| 4ª       | Telecinco       | Telecinco       | Telecinco       | Non presente  |
| 5ª       | Telecinco       | Telecinco       | Telecinco       | Non presente  |
| 6ª       | Telecinco       | Telecinco       | Telecinco       | Non presente  |
| 7ª       | Telecinco       | Telecinco       | Telecinco       | Non presente  |
| 8ª       | LaSiete         | LaSiete         | LaSiete         | Non presente  |
| 9ª       | La 1            | Clan            | YouTube         | Non presente  |
| 10ª      | -               | Clan            | YouTube         | Non presente  |
| 11ª      | -               | Clan            | YouTube         | Non presente  |
| 12ª      | Prime Video     | Prime Video     | Prime Video     | Xuso Jones    |
| 13ª      | Prime Video     | Prime Video     | Prime Video     | -             |

### Operación Triunfo 1: 2001-2002
| Nº | Concorrente         | Età | Residenza                  | Note                 |
| -- | ------------------- | --- | -------------------------- | -------------------- |
| 1  | Rosa López          | 20  | Armilla                    | Vincitrice           |
| 2  | David Bisbal        | 22  | Almería                    | Secondo classificato |
| 3  | David Bustamante    | 19  | San Vicente de la Barquera | Terzo classificato   |
| 4  | Chenoa              | 26  | Palma di Maiorca           | Quarta classificata  |
| 5  | Manu Tenorio        | 26  | Siviglia                   | Quinto classificato  |
| 6  | Verónica Romero     | 23  | Elche                      | Sesta classificata   |
| 7  | Nuria Fergó         | 22  | Nerja                      | 11ª eliminata        |
| 8  | Gisela              | 22  | Bruc                       | 10ª eliminata        |
| 9  | Naím Thomas         | 21  | Premià de Mar              | 9º eliminato         |
| 10 | Àlex Casademunt (†) | 20  | Vilassar de Mar            | 4º/8º eliminato      |
| 11 | Alejandro Parreño   | 23  | Valencia                   | 7º eliminato         |
| 12 | Juan Camus          | 28  | Laredo                     | 6º eliminato         |
| 13 | Natalia             | 18  | Sanlúcar de Barrameda      | 5ª eliminata         |
| 14 | Javián              | 27  | Dos Hermanas               | 3º eliminato         |
| 15 | Mireia Montávez     | 19  | Vila-seca                  | 2ª eliminata         |
| 16 | Geno Machado        | 19  | Las Palmas de Gran Canaria | 1ª eliminata         |

### Operación Triunfo 2: 2002-2003
| Nº | Concorrente          | Età | Residenza              | Note                 |
| -- | -------------------- | --- | ---------------------- | -------------------- |
| 1  | Ainhoa Cantalapiedra | 22  | Galdakao               | Vincitrice           |
| 2  | Manuel Carrasco      | 21  | Isla Cristina          | Secondo classificato |
| 3  | Beth Rodergas        | 20  | Suria                  | Terza classificata   |
| 4  | Miguel Nández        | 24  | Cadice                 | Quarto classificato  |
| 5  | Hugo Salazar         | 24  | Siviglia               | Quinto classificato  |
| 6  | Joan Tena            | 25  | Barcellona             | Sesto classificato   |
| 7  | Tony Santos          | 21  | Santa Cruz de Tenerife | 11º eliminato        |
| 8  | Nika                 | 22  | Torrejón de Ardoz      | 10ª eliminata        |
| 9  | Vega                 | 23  | Cordova                | 9ª eliminata         |
| 10 | Danni Úbeda          | 20  | Úbeda                  | 8º eliminato         |
| 11 | Elena Gadel          | 19  | Barcellona             | 7ª eliminata         |
| 12 | Tessa Bodí           | 20  | Valencia               | 6ª eliminata         |
| 13 | Marey (Inma Marente) | 18  | Cadice                 | 5ª eliminata         |
| 14 | Cristie Sánchez      | 24  | Fuengirola             | 4ª eliminata         |
| 15 | Enrique Anaut        | 27  | Pamplona               | 3º eliminato         |
| 16 | Miguel Ángel Silva   | 25  | Ibiza                  | 2º eliminato         |
| 17 | Mai Meneses          | 24  | Madrid                 | 1ª eliminata         |

### Operación Triunfo 3: 2003
| Nº | Concorrente        | Età | Residenza                  | Note                 |
| -- | ------------------ | --- | -------------------------- | -------------------- |
| 1  | Vicente Seguí      | 24  | Vilamarxant                | Vincitore            |
| 2  | Ramón del Castillo | 18  | Las Palmas de Gran Canaria | Secondo classificato |
| 3  | Miguel Cadenas     | 22  | Huelva                     | Terzo classificato   |
| 4  | Davinia Cuevas     | 18  | La Línea de la Concepción  | Quarta classificata  |
| 5  | Marío Martínez     | 19  | Tarazona                   | Quinto classificato  |
| 6  | Leticia Pérez (†)  | 26  | Carmona                    | Sesta classificata   |
| 7  | Noelia Fonte       | 18  | Guitiriz                   | 10ª eliminata        |
| 8  | Beatriz Porrúa     | 18  | Pontecesures               | Ritirata             |
| 9  | Nur Elosegui       | 20  | Barcellona                 | 9ª eliminata         |
| 10 | Borja Voces        | 19  | Madrid                     | 8º eliminato         |
| 11 | Israel González    | 23  | Murcia                     | 7º eliminato         |
| 12 | Jorge Asín         | 25  | Saragozza                  | 6º eliminato         |
| 13 | Sonia Poblet       | 29  | Sabadell                   | 5ª eliminata         |
| 14 | Miriam Villar      | 22  | Vigo                       | 4ª eliminata         |
| 15 | José Giménez       | 25  | Castellón de la Plana      | 3º eliminato         |
| 16 | Fede Monreal       | 23  | El Escorial                | 2º eliminato         |
| 17 | Isabel Fernández   | 20  | El Puerto de Santa María   | 1ª eliminata         |

### Operación Triunfo 4: 2005
| Nº | Concorrente      | Età | Residenza                  | Note                 |
| -- | ---------------- | --- | -------------------------- | -------------------- |
| 1  | Sergio Rivero    | 19  | Las Palmas de Gran Canaria | Vincitore            |
| 2  | Soraya Arnelas   | 23  | Valencia de Alcántara      | Seconda classificata |
| 3  | Víctor Estévez   | 22  | Barcellona                 | Terzo classificato   |
| 4  | Idaira Fernández | 20  | San Cristóbal de La Laguna | Quarta classificata  |
| 5  | Fran Dieli       | 24  | Granada                    | Quinto classificato  |
| 6  | Edurne           | 20  | Collado Villalba           | Sesta classificata   |
| 7  | Lidia Reyes      | 20  | Cordova                    | 10ª eliminata        |
| 8  | Sandra Polop     | 17  | Valencia                   | 9ª eliminata         |
| 9  | Guille Barea     | 26  | Cadice                     | 8º eliminato         |
| 10 | Guillermo Martín | 24  | Valencia                   | 7º eliminato         |
| 11 | Mónica Gallardo  | 21  | Gijón                      | 6ª eliminata         |
| 12 | Dani Sanz        | 28  | Siviglia                   | 5º eliminato         |
| 13 | Héctor Rojo      | 29  | Alicante                   | 4º eliminato         |
| 14 | Jesús de Manuel  | 24  | Puertollano                | 3º eliminato         |
| 15 | Trizia Alonso    | 22  | Siviglia                   | 2ª eliminata         |
| 16 | Janina Foranda   | 20  | Las Palmas de Gran Canaria | 1ª eliminata         |

### Operación Triunfo 5: 2006-2007
| Nº | Concorrente          | Età | Residenza               | Note                 |
| -- | -------------------- | --- | ----------------------- | -------------------- |
| 1  | Lorena Gómez         | 20  | Lleida                  | Vincitrice           |
| 2  | Daniel Zueras        | 25  | Saragozza               | Secondo classificato |
| 3  | Leo Segarra          | 25  | Valencia                | Terzo classificato   |
| 4  | Saray Ramírez        | 24  | Tuineje                 | Quarta classificata  |
| 5  | Moritz Weisskopf     | 28  | Almogía                 | Quinto classificato  |
| 6  | José Galisteo        | 29  | Viladecans              | Sesto classificato   |
| 7  | Ismael García        | 18  | Mataró                  | 10º eliminato        |
| 8  | Jorge González       | 18  | Villarejo de Salvanés   | 9º eliminato         |
| 9  | Eva Carreras         | 26  | Vigo                    | 8ª eliminata         |
| 10 | Vanessa González     | 28  | Bigues i Riells         | 7ª eliminata         |
| 11 | Mayte Macanás        | 22  | Murcia                  | 6ª eliminata         |
| 12 | Mercedes Durán       | 24  | Chiclana de la Frontera | 5ª eliminata         |
| 13 | Cristina Esteban     | 16  | Cuenca                  | 4ª eliminata         |
| 14 | José Antonio Vadillo | 22  | Mérida                  | 3º eliminato         |
| 15 | Xavier Dealbert      | 20  | Vinaròs                 | 2º eliminato         |
| 16 | Encarna Navarro      | 22  | Almería                 | 1ª eliminata         |

### Operación Triunfo 6: 2008
| Nº | Concorrente              | Età | Residenza                | Note                 |
| -- | ------------------------ | --- | ------------------------ | -------------------- |
| 1  | Virginia Maestro         | 25  | Linares                  | Vincitrice           |
| 2  | Pablo López              | 24  | Fuengirola               | Secondo classificato |
| 3  | Stanley Cooke, Chipper   | 34  | Barcellona               | Terzo classificato   |
| 4  | Manu Castellano          | 17  | Villa del Río            | Quarto classificato  |
| 5  | Sandra Criado            | 24  | Cordova                  | Quinta classificata  |
| 6  | Mimi Segura              | 26  | Melilla                  | Sesta classificata   |
| 7  | Iván Santos              | 24  | Vilanova i la Geltrú     | 10º eliminato        |
| 8  | Noelia Cano              | 23  | Mislata                  | 9ª eliminata         |
| 9  | Anabel Dueñas            | 22  | Cordova                  | 8ª eliminata         |
| 10 | Tania Sánchez            | 18  | Siviglia                 | 7ª eliminata         |
| 11 | José María Requena, Reke | 22  | Cartagena                | 6º eliminato         |
| 12 | Esther Aranda            | 20  | Malaga                   | 5ª eliminata         |
| 13 | Tania Gómez              | 25  | Santa Coloma de Gramanet | 4ª eliminata         |
| 14 | Rubén Noel               | 21  | Sant Boi de Llobregat    | 3º eliminato         |
| 15 | Paula Ortiz              | 23  | Siviglia                 | 2ª eliminata         |
| 16 | David Ros                | 16  | Badalona                 | 1º eliminato         |
| 17 | Patty García             | 24  | Santander                | Ritirata             |

### Operación Triunfo 7: 2009
| Nº | Concorrente          | Età | Residenza                         | Note                 |
| -- | -------------------- | --- | --------------------------------- | -------------------- |
| 1  | Mario Álvarez        | 23  | Oviedo                            | Vincitore            |
| 2  | Brenda Mau           | 20  | Barcellona                        | Seconda classificata |
| 3  | Jon Allende          | 23  | Barakaldo                         | Terzo classificato   |
| 4  | Ángel Capel          | 22  | Albox                             | Quarto classificato  |
| 5  | Patrizia Navarro     | 21  | Leganés                           | Quinta classificata  |
| 6  | Sylvia Parejo        | 16  | Barcellona                        | Sesta classificata   |
| 7  | Cristina Rueda       | 16  | Marbella                          | Settima classificata |
| 8  | Samuel Cuenda        | 19  | La Cañada de San Urbano (Almería) | Ottavo classificato  |
| 9  | Rafa Bueso           | 21  | La Vall d'Uixó                    | 10º eliminato        |
| 10 | Alba Lucía López     | 18  | Murcia                            | 9ª eliminata         |
| 11 | Elías Vargas         | 22  | Almendralejo                      | 8º eliminato         |
| 12 | Diana Tobar          | 20  | Burgos                            | 7ª eliminata         |
| 13 | Víctor Giménez, Maxi | 25  | Reus                              | 6º eliminato         |
| 14 | Nazaret Tebar        | 19  | Camarma de Esteruelas             | 5ª eliminata         |
| 15 | Pedro Moreno         | 20  | Jerez de la Frontera              | 4º eliminato         |
| 16 | Guadiana Almena      | 22  | Badajoz                           | 3ª eliminata         |
| 17 | Víctor Púa           | 18  | Sant Vicenç dels Horts            | 2º eliminato         |
| 18 | Patricia del Olmo    | 26  | Madrid                            | 1ª eliminata         |

### Operación Triunfo 8: 2011
| Nº | Concorrente                  | Età | Residenza                  | Note                    |
| -- | ---------------------------- | --- | -------------------------- | ----------------------- |
| 1  | Nahuel Sachak                | 20  | Alcalà de Xivert           | Vincitore               |
| 2  | Álex Forriols                | 26  | Valencia                   | Secondo classificato    |
| 3  | Mario Jefferson              | 19  | Fuengirola                 | Terzo classifcato       |
| 4  | Alexandra Masangkay          | 19  | Barcellona                 | Quarta classificata     |
| 5  | Raquel San Nicolás, Niccó    | 21  | Santa Cruz de Tenerife     | Quinta classificata     |
| 6  | Josh Prada                   | 27  | Melilla                    | Sesto classificato      |
| 7  | Roxio Torralba               | 21  | Galapagar                  | Settima classificata    |
| 8  | Naxxo Ibáñez                 | 26  | Barcellona                 | Ottavo classificato     |
| 9  | Ana Isabel Mercado, Coraluna | 21  | Santisteban del Puerto     | Nona classificata       |
| 10 | Núria Robles, Nirah          | 28  | Sant Feliu de Codines      | Decima classificata     |
| 11 | Juan Delgado                 | 24  | Barcellona                 | Undicesima classificata |
| 12 | Moneiba Hidalgo              | 28  | Santa Brígida              | Dodicesima classificata |
| 13 | Geno Machado                 | 28  | Las Palmas de Gran Canaria | 5ª eliminata            |
| 14 | Enrique Ramil                | 26  | Ares                       | 4º eliminato            |
| 15 | Charlie Karlsen              | 17  | Santa Cruz de Tenerife     | 3º eliminato            |
| 16 | Silvia Román                 | 20  | Torredonjimeno             | 2ª eliminata            |
| 17 | Sira Mayo                    | 19  | Güímar                     | 1ª eliminata            |

### Operación Triunfo 9: 2017
| Nº | Concorrente         | Età | Residenza                  | Note                 |
| -- | ------------------- | --- | -------------------------- | -------------------- |
| 1  | Amaia Romero        | 18  | Pamplona                   | Vincitrice           |
| 2  | Aitana Ocaña        | 18  | Sant Climent de Llobregat  | Seconda classificata |
| 3  | Miriam Rodríguez    | 21  | Pontedeume                 | Terza classificata   |
| 4  | Alfred García       | 20  | El Prat de Llobregat       | Quarto classificato  |
| 5  | Ana Guerra          | 23  | San Cristóbal de La Laguna | Quinta classificata  |
| 6  | Agoney Hernández    | 22  | Adeje                      | 11º eliminato        |
| 7  | Roi Méndez          | 24  | Santiago di Compostela     | 10º eliminato        |
| 8  | Nerea Rodríguez     | 18  | Gavà                       | 9ª eliminata         |
| 9  | Luis Cepeda         | 28  | Ourense                    | 8ª eliminata         |
| 10 | Raoul Vázquez       | 20  | Montgat                    | 7º eliminato         |
| 11 | Mireya Bravo        | 20  | Alhaurín de la Torre       | 6ª eliminata         |
| 12 | Ricky Merino        | 31  | Palma di Maiorca           | 5º eliminato         |
| 13 | Marina Rodríguez    | 19  | Dos Hermanas               | 4ª eliminata         |
| 14 | Thalía Garrido      | 18  | Malpartida de Plasencia    | 3ª eliminata         |
| 15 | Juan Antonio Cortés | 23  | Bilbao                     | 2ª eliminata         |
| 16 | Mimi Doblas         | 25  | Huétor Tájar               | 1ª eliminata         |

### Operación Triunfo 10: 2018
| Nº | Concorrente     | Età | Residenza                     | Note                 |
| -- | --------------- | --- | ----------------------------- | -------------------- |
| 1  | Famous Oberogo  | 19  | Bormujos                      | Vincitore            |
| 2  | Alba Reche      | 21  | Elche                         | Seconda classificata |
| 3  | Natalia Lacunza | 19  | Pamplona                      | Terza classificata   |
| 4  | Sabela Ramil    | 25  | As Pontes de García Rodríguez | Quarta classificata  |
| 5  | Julia Medina    | 24  | San Fernando                  | Quinta classificata  |
| 6  | Miki Núñez      | 22  | Terrassa                      | 11º eliminato        |
| 7  | Marta Sango     | 18  | Torre del Mar (Malaga)        | 10ª eliminata        |
| 8  | María Villar    | 27  | Madrid                        | 9ª eliminata         |
| 9  | Marilia Monzón  | 18  | Gáldar                        | 8ª eliminata         |
| 10 | Carlos Right    | 25  | Esplugues de Llobregat        | 7º eliminato         |
| 11 | Noelia Franco   | 22  | Malaga                        | 6ª eliminata         |
| 12 | Damion Frost    | 21  | Adeje                         | 5º eliminato         |
| 13 | Dave Zulueta    | 20  | Sanlúcar de Barrameda         | 4º eliminato         |
| 14 | Joan Garrido    | 23  | Bunyola                       | 3º eliminato         |
| 15 | África Adalia   | 22  | Madrid                        | 2ª eliminata         |
| 16 | Alfonso La Cruz | 22  | Madrid                        | 1º eliminato         |

### Operación Triunfo 11: 2020
| Nº | Concorrente       | Età | Residenza                  | Note                 |
| -- | ----------------- | --- | -------------------------- | -------------------- |
| 1  | Nia Correia       | 26  | Las Palmas de Gran Canaria | Vincitrice           |
| 2  | Flavio Fernández  | 19  | Murcia                     | Secondo classificato |
| 3  | Eva Barreiro      | 19  | Sada                       | Terza classificata   |
| 4  | Anajú Calavia     | 25  | Alcañiz                    | Quarta classificata  |
| 5  | Hugo Cobo         | 20  | Cordova                    | Quinto classificato  |
| 6  | Maialen Gurbindo  | 25  | Pamplona                   | 11ª eliminata        |
| 7  | Samantha Gilabert | 25  | Beniarrés                  | 10ª eliminata        |
| 8  | Bruno Alves       | 25  | Alcalá de Henares          | 9º eliminato         |
| 9  | Gèrard Rodríguez  | 20  | Ceuta                      | 8º eliminato         |
| 10 | Jesús Rendón      | 24  | Barbate                    | 7º eliminato         |
| 11 | Rafa Romera       | 23  | Adamuz                     | 6º eliminato         |
| 12 | Anne Lukin        | 18  | Pamplona                   | 5ª eliminata         |
| 13 | Javy Ramírez      | 21  | Barbate                    | 4º eliminato         |
| 14 | Nick Maylo        | 19  | Sant Cugat del Vallès      | 3º eliminato         |
| 15 | Eli Rosex         | 19  | Las Palmas de Gran Canaria | 2ª eliminata         |
| 16 | Ariadna Tortosa   | 18  | Sant Joan Despí            | 1ª eliminata         |

### Operación Triunfo 12: 2023
| Nº | Concorrente         | Età | Residenza                  | Note                 |
| -- | ------------------- | --- | -------------------------- | -------------------- |
| 1  | Naiara Moreno       | 26  | Saragozza                  | Vincitrice           |
| 2  | Paul Thin           | 21  | Armilla                    | Secondo classificato |
| 3  | Ruslana Panchyshyna | 18  | Madrid                     | Terza classificata   |
| 4  | Juanjo Bona         | 20  | Magallón                   | Quarto classificato  |
| 5  | Lucas Curotto       | 23  | Vallirana                  | Quinto classificato  |
| 6  | Martin Urrutia      | 18  | Getxo                      | Sesto classificato   |
| 7  | Bea Fernández       | 19  | San Fernando de Henares    | 10ª eliminata        |
| 8  | Chiara Oliver       | 19  | Ciutadella de Menorca      | 9ª eliminata         |
| 9  | Álvaro Mayo         | 21  | Siviglia                   | 8º eliminato         |
| 10 | Cris Bartolomé      | 24  | San Cristóbal de La Laguna | 7º eliminato         |
| 11 | Violeta Hódar       | 22  | Motril                     | 6ª eliminata         |
| 12 | Álex Márquez        | 24  | Cordova                    | 5º eliminato         |
| 13 | Salma Díaz          | 21  | Mijas                      | 4ª eliminata         |
| 14 | Denna Ruiz          | 22  | Ogíjares                   | 3ª eliminata         |
| 15 | Omar Samba          | 26  | Yunquera de Henares        | 2º eliminato         |
| 16 | Suzete Correia      | 22  | Santa Cruz de Tenerife     | 1ª eliminata         |

## Puntate speciali
- OT: El Reencuentro (2016)
- OT 20 Años (2021)
- OT: Gala de Navidad (2017)
- OT: Fiesta (2017)
- OT: Gala de Navidad (2018)
- OT: Gala de Navidad (2023)

## Audience
| Edizione | Rete televisiva | Anno      | Stagione          | Programmazione | Programmazione | Programmazione | Programmazione | Programmazione | Programmazione | Programmazione | Media          | Media | Note    |
| Edizione | Rete televisiva | Anno      | Stagione          | L              | M              | M              | G              | V              | S              | D              | Telespettatori | Share | Note    |
| -------- | --------------- | --------- | ----------------- | -------------- | -------------- | -------------- | -------------- | -------------- | -------------- | -------------- | -------------- | ----- | ------- |
| 1ª       | La 1            | 2001-2002 | autunno-inverno   |                |                |                |                |                |                |                | 6 947 000      | 43,3% | [ N 3 ] |
| 2ª       | La 1            | 2002-2003 | autunno-inverno   |                |                | 5 584 000      | 36,4%          | [ N 4 ]        |                |                |                |       |         |
| 3ª       | La 1            | 2003      | autunno           |                |                | 3 412 000      | 22,5%          | [ N 5 ]        |                |                |                |       |         |
| 4ª       | Telecinco       | 2005      | estate-autunno    |                |                |                | 4 847 000      | 37,6%          |                |                |                |       |         |
| 5ª       | Telecinco       | 2006-2007 | autunno-inverno   |                |                | 4 312 000      | 26,9%          | [ N 6 ]        |                |                |                |       |         |
| 6ª       | Telecinco       | 2008      | primavera-estate  |                |                |                |                | 3 830 000      | 26,9%          |                |                |       |         |
| 7ª       | Telecinco       | 2009      | primavera-estate  |                |                | 2 509 000      | 18,6%          | [ N 7 ]        |                |                |                |       |         |
| 8ª       | Telecinco       | 2011      | inverno           |                |                |                | 2 282 000      | 13,9%          | [ N 8 ]        |                |                |       |         |
| 9ª       | La 1            | 2017-2018 | autunno-inverno   |                |                | 2 549 000      | 19,7%          | [ N 9 ]        |                |                |                |       |         |
| 10ª      | La 1            | 2018      | autunno           |                |                | 1 962 000      | 16,4%          |                |                |                |                |       |         |
| 11ª      | La 1            | 2020      | inverno-primavera |                |                | 1 655 000      | 12,2%          | [ N 10 ]       |                |                |                |       |         |
| 12ª      | Prime Video     | 2023-2024 | autunno-inverno   |                |                |                | [ 31 ]         | -              |                |                |                |       |         |

## Riconoscimenti
- TP de Oro
  - Premio come Miglior programma di spettacolo e intrattenimento (2001)
  - Premio come Miglior programma di spettacolo e intrattenimento (2002)
  - Premio come Miglior concorso reality (2003)[32]
  - Candidatura come Miglior concorso reality (2005)
  - Premio come Miglior reality (2006)
  - Candidatura come Miglior reality (2007)
- Premios Dial
  - Premio come Fenomeno musicale dell'anno (2017)[33]
- Premios Ondas
  - Premio come Miglior programma di intrattenimento (2018)[34]
  - Premio come Fenomeno musicale dell'anno (2018)[34]
- Premios Iris
  - Premio come Miglior presentatore a Roberto Leal (2018)[35]
  - Premio come Miglior programma (2018)[36]

### Annotazioni
1. ↑  La concorrente ha deciso di abbandonare il programma a causa di una lesione alla gamba.
2. ↑  La concorrente ha deciso di abbandonare il programma in seguito alla morte di sua nonna.
3. ↑  Solo la puntata speciale del 23 dicembre 2001 in occasione di Natale fu trasmessa la domenica.
4. ↑  Solo la puntata del 6 novembre 2002 (Gala 4) fu trasmessa il mercoledì.
5. ↑  Solo la puntata finale del 21 dicembre 2003 fu trasmessa la domenica.
6. ↑  Le puntate dall'8 ottobre al 17 dicembre 2006 furono trasmesse la domenica, mentre dal 28 dicembre 2006 al 25 gennaio 2007 le puntate furono trasmesse il giovedì. La puntata finale fu trasmessa venerdì 26 gennaio 2007.
7. ↑  Le puntate dal 29 aprile al 3 giugno 2009 furono trasmesse il mercoledì, mentre dal 9 giugno al 21 luglio le puntate furono trasmesse il martedì, ad eccezione della puntata di domencia 19 luglio 2009 (Gala 12).
8. ↑  Solo la puntata del 14 febbraio 2011 (Gala 4) fu trasmessa il lunedì.
9. ↑  Solo la puntata finale del 2 gennaio 2018 fu trasmessa il martedì.
10. ↑  Le puntate trasmesse tra 12 gennaio e il 15 marzo 2020 furono trasmesse la domenica. Il programma fu interrotto dopo la puntata del 15 marzo 2020 (Gala 9 - Gala #OTYoMeQuedoEnCasa) a causa della pandemia di Covid-19. La trasmissione ripartì il 20 maggio 2020. Le puntate dal 20 maggio alla finale del 10 giugno 2020 furono trasmesse il mercoledì.